# 鶴壁市
鶴壁市（かくへきし）は、中華人民共和国河南省に位置する地級市。

## 地理
河南省の西北部に位置し、安陽市、新郷市に接する。

## 歴史
1957年に鶴壁市の設立。

## 行政区画
3市轄区・2県を管轄下に置く。
- 市轄区：
  - 淇浜区・鶴山区・山城区
- 県：
  - 浚県・淇県

| 鶴壁市の地図                   |
| ------------------------------ |
| 鶴山区 山城区 淇浜区 浚県 淇県 |

### 年表
この節の出典

#### 鶴壁市(第1次)
- 1957年6月27日 - 河南省安陽専区鶴壁市が地級市の鶴壁市に昇格。(1市)
- 1958年12月8日 - 鶴壁市が新郷専区に編入。

#### 鶴壁市(第2次)
- 1974年1月19日 - 安陽地区鶴壁市が地級市の鶴壁市に昇格。鶴山区・山城区・郊区を設置。(3区)
- 1986年1月18日 - 安陽市浚県・淇県を編入。(3区2県)
- 2001年12月26日 - 郊区が淇浜区に改称。(3区2県)
- 2008年9月1日 - 浚県の一部が淇浜区に編入。(3区2県)

## 交通
鉄道
- 京広線（北京市 - 広東省 広州市）
- 京深線（北京市 - 広東省 深圳市）